# Gilles Jullien
Gilles Jullien (* um 1653 in Paris; † 14. September 1703 in Chartres) war ein französischer Komponist und Organist des Barock.

## Leben und Wirken
Über Gilles Julliens Werdegang ist wenig bekannt. Man nimmt an, dass er in Paris dem Kreis der Schüler von Nicolas Lebègue, Guillaume-Gabriel Nivers oder Nicolas Gigault zuzuordnen ist. Bekannt ist, dass er am 6. Dezember 1667 zum Organisten an der Kathedrale von Chartres ernannt wurde und somit an einer der bedeutendsten Orgeln Frankreichs spielte. 1690 veröffentlichte Jullien sein einzig erhaltenes Werk, das „Livre d'orgue“, ein Orgelbuch in den acht Kirchentonarten für feierliche Anlässe. Das Werk besteht aus 80 Einzelstücken, also 10 für jede Tonart, die Stücke bestehen aus Präludien, Fugen, Duos, Récits, Basse de trompettes und Dialogen. Diese manchmal fünfstimmigen Stücke stehen deutlich unter dem Einfluss seiner Pariser Lehrer oder André Raison.
Die einzig erhaltene Komposition Julliens neben dem Orgelbuch ist die Motette „Cantantibus organise“ für drei Männerstimmen, 2 Violinen und B.c. mit eigenständigen Instrumentalpartien, Sologesang, Duetten oder Terzetten mit Instrumentalbegleitung. Dramatischen Höhepunkt bildet der chromatische Schlussteil, ähnlich der „fantaisie cromatique“ aus dem Orgelbuch.
Jullien wurde am Tage seines Todes im Kirchenschiff der Pfarrkirche Saint Martin beigesetzt.
Nach seinem Tod erhielt sein Sohn Jean-François Jullien die Organistenstelle von Chartres, die er bis 1709 innehatte.
1952 erschien die durch den Musikhistoriker und Organisten Norbert Dufourcq herausgegebene Neuedition des „Livre d’orgue“.

## Tondokumente
Gilles Jullien: Einspielung des Gesamtwerkes durch Serge Schoonbroodt, 2 CD Aeolus AE10481 (2005)

## Ausgaben
- Premier livre d'orgue. Publié avec une introduction de Norbert Dufourcq. Paris: Heugel et Cie, 1952